# Stazione di Ilford
La stazione di Ilford è una stazione della Great Eastern Main Line, situata a Ilford nel borgo londinese di Redbridge.

## Storia
La stazione viene aperta il 20 giugno del 1839, dalla società ferroviaria "Eastern Counties Railway"; allora la stazione era una stazione intermedia della linea che collegava Mile End (che era capolinea temporaneo) con Romford.
Tra il 1903 e il 1947, attraverso la stazione hanno transitato anche i treni diretti a Woodford, via Hainault lungo il Fairlop Loop.
Quando però dal 1947 la linea Central ha raggiunto la zona nord-est della città, la parte di ferrovia tra Ilford e Newbury Park è stata chiusa e, dopo essere stata utilizzata come linea ferroviaria per il trasporto merci, fino al 1956, smantellata. Dove c'era il bivio di questa linea ora smantellata, adesso si trova un deposito vagoni e officina di manutenzione operato da Bombardier.

### Incidenti
- Durante la mattinata del giorno di Capodanno del 1915 la stazione di Ilford fu teatro di una collisione tra il treno delle 7:06 in arrivo da Clacton diretto a Londra Liverpool Street, e il treno delle 8:20 in arrivo da Gidea Park e diretto a Liverpool Street. La collisione ha causato 10 morti e 500 feriti.
- Il 16 gennaio 1944, alle 6 e 20 di sera, un'altra collisione, causata da un errore umano (la mancata attenzione di fermarsi al segnale di pericolo, in condizioni, per di più, non favorevoli alla visibilità), provoca la morte di Frank Heilgers, membro del Parlamento per il seggio di Bury St Edmunds.

## Strutture e impianti

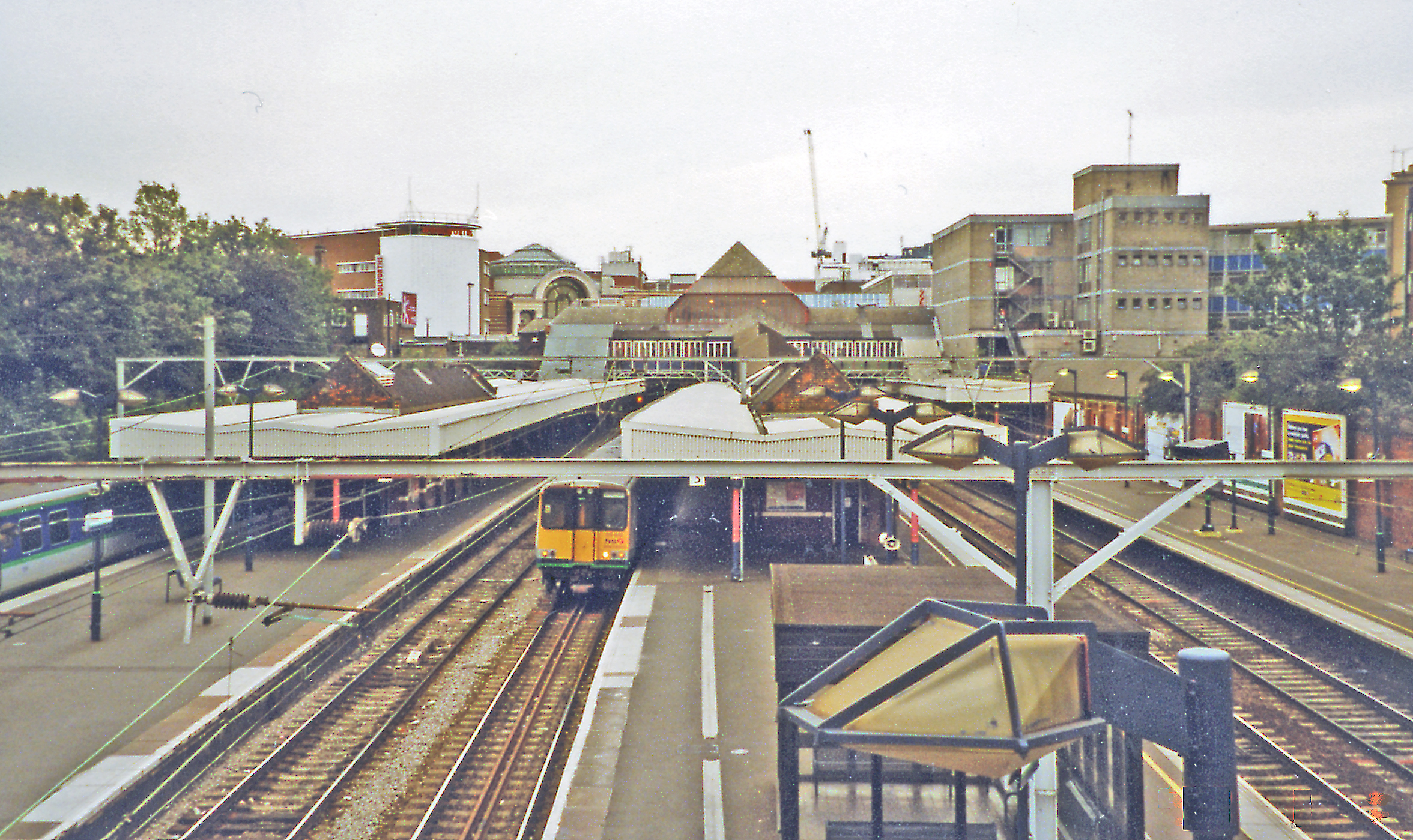
La stazione di Ilford nel 2002.

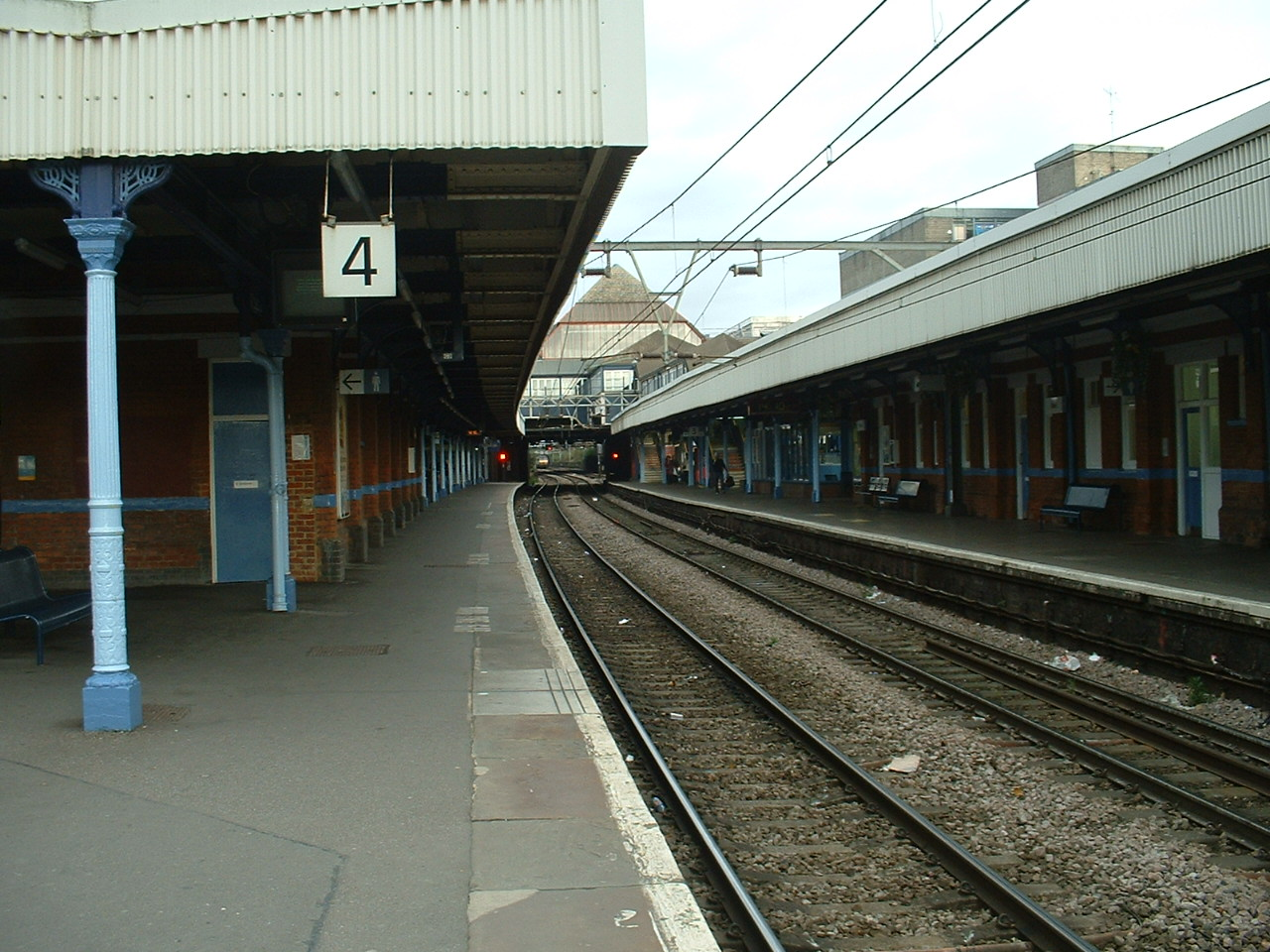
Binari 3 e 4.

L'ingresso principale, in Cranbrook Road, è stato pesantemente ricostruito negli anni '80, con un'architettura in linea con altri edifici contemporanei di Ilford, come la Biblioteca Centrale del quartiere. Questo tratto di Cranbrook Road era originariamente chiamato Station Road, ma questo nome è stato trasferito a una breve porzione di Havelock Street, immediatamente di fronte alla stazione. Esiste anche un ingresso secondario su York Road, da cui è possibile raggiungere le estremità occidentali dei binari tramite una passerella. Questo ingresso è stato ristrutturato nel 2016.
La stazione ha quattro binari operativi. Prima del 2016 ve n'era uno ulteriore, tronco, che è stato poi rimosso; rimane a oggi solo la banchina che lo serviva. I servizi che effettuano fermata in stazione utilizzano in genere i binari 3 e 4, mentre i binari 1 e 2 sono utilizzati solo durante i lavori di ingegneria e le interruzioni della linea; quest'ultimi due sono generalmente utilizzati dai treni che qui non effettuano fermata. Immediatamente a ovest della stazione si trova un cavalcavia che consente alla linea veloce di passare a nord della lenta, e quindi di accedere facilmente alle piattaforme settentrionali più lunghe di Liverpool Street senza dover attraversare la gola della stazione. I binari attraversano il fiume Roding nello stesso punto in cui passano passano sotto la North Circular Road.
I binari di Ilford si trovano diversi metri sotto il livello della strada, poiché la strada si alza per passare sopra la linea ferroviaria. Il lato nord della stazione è delimitato da un terrapieno fiancheggiato da abitazioni. Il lato sud è fiancheggiato da grandi edifici (l'edificio per uffici Valentine House, l'ex edificio British Gas ora convertito a uso residenziale e un grande edificio British Telecom, il cui logo sul tetto è visibile dai treni in transito) e il livello dei binari si avvicina al livello della strada all'estremità della stazione. Nonostante i gradini per raggiungere i binari, sono disponibili ascensori per sedie a rotelle. Dall'atrio ai binari 3 e 4 ci sono due scale di accesso. Questo per separare i passeggeri in arrivo da quelli in partenza. La scala di discesa va immediatamente dall'atrio alla piattaforma della stazione, mentre la scala di salita sale da circa 100 metri lungo la piattaforma ed è collegata da una passerella sopraelevata all'atrio.
L'edificio della stazione degli anni '80 è stato chiuso il 25 gennaio 2020 e la sua demolizione è iniziata il giorno successivo. Un nuovo edificio è in costruzione per sostituirlo. Un terzo ingresso, a sud, vicino a Ilford Hill è stato aperto il 23 maggio 2021.
La stazione è inclusa nella Travelcard Zone 4

## Movimento
L'impianto è servito dai treni in servizio sulla Elizabeth Line, gestiti da Transport for London.

## Servizi
- Biglietteria a sportello
- Biglietteria self-service
- Sala d'attesa
- Servizi igienici

## Interscambi
Nelle vicinanze della stazione effettuano fermata numerose linee automobilistiche di superficie urbane, gestite da London Buses; tra queste vi è la linee di autobus a transito rapido della East London Transit EL1, che collega la stazione e il quartiere di Ilford con Loxford e Barking.
- Fermata autobus
- Stazione taxi[6]